# Kukui

kukui是由myu與霜月遥组成的日本音樂組合。隸屬於MellowHead。

## 概要

### 來歷
本來是由myu與riya的組合「refio」開始，後來riya與菊地創組成「eufonius」的組合，從「refio」退出。其後，「refio」成為myu的個人組織，歌手霜月はるか加入之後，便以「refio＋霜月はるか」名義發售「透明シェルター」的單曲。伴隨著此，組合更名為「kukui」開始活動。因為迷你專輯「光の螺旋律」而重新被人認識。歌曲以幻想的歌詞、平穩的曲調、前衛搖滾為多。

### 成員
- myu（作曲・作詞・編曲）
- 霜月遙（主唱・作詞・作曲）

## 作品

### 單曲
- 透明シェルター（2004年11月25日發售）※「refio＋霜月はるか」名義

1. 透明シェルター：動畫『薔薇少女』片尾曲主題歌
2. はちみつ
3. モノクロセカイ
4. 透明シェルター（off vocal）

- Little Primrose（2006年1月25日發售）

1. Little Primrose：動畫『鍵姫物語 永久アリス輪舞曲』片頭主題歌
2. アマヤドリ
3. Little Primrose（off vocal）
4. アマヤドリ（off vocal）

- Starry Waltz（2006年4月26日發售）

1. Starry Waltz：動畫『西の善き魔女』片頭主題歌
2. 闇の輪廻
3. Starry Waltz（off vocal）
4. 闇の輪廻（off vocal）

- コンコルディア（2007年5月23日發售）

1. コンコルディア：動畫『神曲奏界ポリフォニカ』片尾主題歌
2. 二重奏
3. コンコルディア（off vocal）
4. 二重奏（off vocal）

### 專輯
- 光の螺旋律（2005年11月23日發售）

1. 光の螺旋律：動畫『薔薇少女 彷如夢境』片尾曲
2. 現夢-ウツツノユメ-：動畫『薔薇少女 彷如夢境』插入歌
3. Atem（instrumental）：動畫『薔薇少女 彷如夢境』劇中曲
4. アルカナ（instrumental）：動畫『薔薇少女 彷如夢境』劇中曲
5. 白と赤（instrumental）：動畫『薔薇少女 彷如夢境』劇中曲
6. Kamp（instrumental）：動畫『薔薇少女 彷如夢境』劇中曲
7. 光の螺旋律（off vocal）

- Leer Lied（2007年4月25日發售）

1. 空蝉ノ影：動畫『薔薇少女 ～序曲～』片尾曲
2. 彼方からの鎮魂歌：動畫『薔薇少女 彷如夢境』印象曲
3. ピチカート日和：動畫『薔薇少女 彷如夢境』印象曲
4. みどりのゆび：動畫『薔薇少女 彷如夢境』印象曲
5. はちみつ
6. 透明シェルター：動畫『薔薇少女』片尾曲
7. 近くて遠いゆめ：動畫『薔薇少女 彷如夢境』印象曲
8. モノクロセカイ
9. 現夢-ウツツユメ-
10. Leer Lied
11. Eden
12. 光の螺旋律

- 箱庭ノート（2007年10月23日發售）

1. Approach
2. 箱庭ノート
3. コンコルディア：『神曲奏界ポリフォニカ』片尾曲
4. Starry Waltz：『西方善魔女』片尾曲
5. Cycle
6. 夜の奥底
7. 透明シェルター～Kukui Ver.～
8. 虹色クオーツ
9. 空のメロディ
10. 記憶
11. アマヤドリ
12. 二重奏
13. Little Primrose：『鍵姫物語 永久アリス輪舞曲』片頭曲

### 其他
- 動畫『sola』印象曲專輯“oratorio”（2007年8月8日發售）

印象曲「流れ星ひとつ」收錄

## 連結
- 官方網站 （页面存档备份，存于）